# Andrea di Slavonia
Andrea di Slavonia (in ungherese András szlavóniai herceg; Ungheria, 1268 – aprile/novembre 1278) fu l'ultimogenito del re Stefano V d'Ungheria e di sua moglie, Elisabetta la Cumana.
Due nobili che si ribellarono alla corona lo rapirono nel 1274 nel tentativo di aizzarlo contro suo fratello, Ladislao IV d'Ungheria, ma i sostenitori del re lo liberarono. Viene indicato come «duca di Slavonia e Croazia» in una lettera risalente al 1274. Anni dopo la sua morte (nel 1290 e nel 1317), due avventurieri si spacciarono entrambi per Andrea, ma nessuno dei due venne creduto.

## Biografia

### Origini
Secondo figlio di sesso maschile e ultimogenito di Elisabetta, una nobildonna di origini cumane, e di Stefano V, che era in quel momento re d'Ungheria, Andrea nacque nel 1268.
Il padre di Andrea, Stefano, era diventato l'unica autorità incontestata d'Ungheria soltanto nel 1270, ma la sua morte avvenne due anni dopo. A Stefano successe il figlio maggiore (fratello di Andrea di dieci anni) Ladislao IV. In teoria, Ladislao governò sotto la reggenza di sua madre, Elisabetta, ma nella sostanza il potere fu detenuto dai membri delle più ricche e influenti famiglie aristocratiche, inclusi gli Csák e i Kőszegi. Queste nobili discendenze si trovavano peraltro impegnate in lotte intestine per il controllo del governo, circostanza che esponeva il regno magiaro a numerosi pericoli esterni, in virtù della sua fragilità politica.

### Duca di Slavonia
Enrico Kőszegi, bano di Slavonia, e il suo alleato, Gioacchino Gutkeled, il mastro tesoriere che in precedenza aveva tenuto prigioniero Ladislao IV, rapì nel luglio del 1274 Andrea, il quale all'epoca era un bambino di sei anni. Il giovanissimo nobile fu portato in Slavonia nel tentativo di aizzarlo contro suo fratello. Tuttavia Pietro Csák e i suoi alleati, rivali di Kőszegi e Gutkeled, surclassarono le truppe avversarie alla fine di settembre e liberarono Andrea. In una lettera datata alla fine del 1274, Andrea viene menzionato come «duca di Slavonia e Croazia», ma in altri scritti è indicato esclusivamente come «duca Andrea». Secondo una ricostruzione compiuta dagli studiosi, il primo titolo risultava impiegato soltanto per sottolineare il fatto che Andrea fosse il legittimo erede del suo fratello maggiore e re, il quale aveva dodici anni all'epoca in cui fu realizzata la lettera. Questa missiva era stata inviata al fine di proporre l'ipotesi di un matrimonio combinato tra Andrea e un parente di Rodolfo I d'Asburgo, imperatore del Sacro Romano Impero. Tuttavia, non si poté concretizzare alcuno scenario perché Andrea morì all'età di dieci anni tra il 6 aprile e il 6 novembre 1278.

## I due impostori di Andrea
Ladislao IV, fratello di Andrea, non aveva avuto alcun figlio quando fu assassinato il 10 luglio 1290. Fu un suo lontano parente, Andrea III, a succedergli come monarca e a venire incoronato il 23 luglio. Tuttavia, poco dopo si fece avanti un avventuriero che si spacciò per il fratello minore di re Ladislao, rivendicando per sé la corona dell'Ungheria e dichiarandosi contrario alla nomina di Andrea III. Nel suo peregrinare volto a raccogliere quanti più sostenitori possibili per la sua causa, l'impostore riuscì a convincere della sua sincerità persino la sorella di Stefano V e zia del defunto duca Andrea, Kinga, moglie di Boleslao V il Casto, duca di Cracovia. L'impostore di Andrea invase l'Ungheria giungendo dalla Polonia, ma il comandante di re Andrea, Giorgio Baksa, sbaragliò le sue truppe e lo costrinse a fare ritorno in Polonia prima del 18 novembre. Il pretendente fu ucciso poco tempo dopo dai suoi servitori ungheresi.
Nel 1317, un nuovo avventuriero si spacciò per il defunto duca Andrea, in quest'occasione però a Maiorca. Di lui e della sua prigionia si parla nella corrispondenza tra Sancho I, re di Maiorca, e Roberto d'Angiò, re di Napoli e zio di Carlo I d'Ungheria. Qualsiasi ulteriore vicenda vissuta da questo secondo impostore risulta sconosciuta.

## Ascendenza
|                         |   |                       | Genitori                  |  |  | Nonni |  |  | Bisnonni             |  |  | Trisnonni           |  |
|                         |   |                       |                           |  |  |       |  |  | Andrea II d'Ungheria |  |  | Béla III d'Ungheria |  |
|                         |   |                       |                           |  |  |       |  |  | Andrea II d'Ungheria |  |  | Béla III d'Ungheria |  |
|                         |   | Agnese d'Antiochia    |                           |  |  |       |  |  | Andrea II d'Ungheria |  |  |                     |  |
| Béla IV d'Ungheria      |   |                       |                           |  |  |       |  |  | Andrea II d'Ungheria |  |  |                     |  |
|                         |   | Gertrude di Merania   | Bertoldo IV d'Andechs     |  |  |       |  |  |                      |  |  |                     |  |
|                         |   | Gertrude di Merania   | Bertoldo IV d'Andechs     |  |  |       |  |  |                      |  |  |                     |  |
|                         |   | Gertrude di Merania   | Agnese di Rochlitz        |  |  |       |  |  |                      |  |  |                     |  |
| Stefano V d'Ungheria    |   | Gertrude di Merania   |                           |  |  |       |  |  |                      |  |  |                     |  |
|                         |   | Teodoro I Lascaris    | …                         |  |  |       |  |  |                      |  |  |                     |  |
|                         |   | Teodoro I Lascaris    | …                         |  |  |       |  |  |                      |  |  |                     |  |
|                         |   | Teodoro I Lascaris    | …                         |  |  |       |  |  |                      |  |  |                     |  |
| Maria Lascaris di Nicea |   | Teodoro I Lascaris    |                           |  |  |       |  |  |                      |  |  |                     |  |
|                         |   | Anna Comnena Angelina | Alessio III Angelo        |  |  |       |  |  |                      |  |  |                     |  |
|                         |   | Anna Comnena Angelina | Alessio III Angelo        |  |  |       |  |  |                      |  |  |                     |  |
|                         |   | Anna Comnena Angelina | Eufrosina Ducena Camatera |  |  |       |  |  |                      |  |  |                     |  |
| Andrea di Slavonia      |   | Anna Comnena Angelina |                           |  |  |       |  |  |                      |  |  |                     |  |
|                         | … | …                     |                           |  |  |       |  |  |                      |  |  |                     |  |
|                         | … | …                     |                           |  |  |       |  |  |                      |  |  |                     |  |
|                         | … | …                     |                           |  |  |       |  |  |                      |  |  |                     |  |
| …                       | … |                       |                           |  |  |       |  |  |                      |  |  |                     |  |
|                         |   | …                     | …                         |  |  |       |  |  |                      |  |  |                     |  |
|                         |   | …                     | …                         |  |  |       |  |  |                      |  |  |                     |  |
|                         |   | …                     | …                         |  |  |       |  |  |                      |  |  |                     |  |
| Elisabetta dei Cumani   |   | …                     |                           |  |  |       |  |  |                      |  |  |                     |  |
|                         |   | …                     | …                         |  |  |       |  |  |                      |  |  |                     |  |
|                         |   | …                     | …                         |  |  |       |  |  |                      |  |  |                     |  |
|                         |   | …                     | …                         |  |  |       |  |  |                      |  |  |                     |  |
| …                       |   | …                     |                           |  |  |       |  |  |                      |  |  |                     |  |
|                         |   | …                     | …                         |  |  |       |  |  |                      |  |  |                     |  |
|                         |   | …                     | …                         |  |  |       |  |  |                      |  |  |                     |  |
|                         |   | …                     | …                         |  |  |       |  |  |                      |  |  |                     |  |
|                         |   | …                     |                           |  |  |       |  |  |                      |  |  |                     |  |